# 1958年カメルーンでのフランス憲法国民投票
1958年9月28日、フランス連合全体で行われた国民投票の一環として、フランス領カメルーンでフランスの憲法制定のための国民投票が行われた。この新憲法は、受け入れられれば新しいフランス共同体の一部となり、拒否されれば独立となる。新憲法は96.6%の賛成によって承認された。

## 結果
| 選択                       | 投票     | 割合  |
| -------------------------- | -------- | ----- |
| 賛成                       | 10,544票 | 96.6% |
| 反対                       | 368票    | 3.4%  |
| 無効票・空白票             | 492票    | –     |
| 合計                       | 11,404票 | 100%  |
| 有権者数/投票率            | 15,400票 | 74.1% |
| ソース: Sternberger et al. |          |       |